# Sikory-Bartkowięta
Sikory-Bartkowięta – wieś w Polsce położona w województwie podlaskim, w powiecie wysokomazowieckim, w gminie Kobylin-Borzymy.
Zaścianek szlachecki Bartkowięta należący do okolicy zaściankowej Sikory położony był w drugiej połowie XVII wieku w powiecie tykocińskim ziemi bielskiej województwa podlaskiego.
Wierni kościoła rzymskokatolickiego należą do parafii św. Stanisława Biskupa i Męczennika w Kobylinie-Borzymach.

## Historia
Według Zygmunta Glogera Sikory zostały założone w roku 1421 przez Macieja Sikorę, który posiadłość rozdzielił między synów. Od ich imion wzięły nazwę nowo założone wsie.
W I Rzeczypospolitej Sikory należały do ziemi bielskiej.
Pod koniec XIX w. Słownik geograficzny Królestwa Polskiego informuje: Sikory, okolica szlachecka w powiecie mazowieckim, gmina Piszczaty, parafia Kobylin.
W roku 1827 Sikory-Bartkowięta liczyły 10 domów i 62 mieszkańców.
| L.p. | Miejscowości          | Budynki mieszkalne | Inne mieszkalne | Ludność | Mężczyzn | Kobiet |
| ---- | --------------------- | ------------------ | --------------- | ------- | -------- | ------ |
| 1    | Sikory-Bartkowięta    | 19                 | –               | 113     | 55       | 58     |
| 2    | Sikory-Bartyczki      | 6                  | –               | 33      | 17       | 16     |
| 3    | Sikory-Janowięta      | 3                  | 8               | 53      | 28       | 25     |
| 4    | Sikory-Pawłowięta     | 11                 | 3               | 67      | 27       | 40     |
| 5    | Sikory-Piotrowięta    | 18                 | –               | 116     | 60       | 56     |
| 6    | Sikory-Tomkowięta     | 3                  | 7               | 55      | 27       | 28     |
| 7    | Sikory-Wojciechowięta | 10                 | –               | 53      | 23       | 30     |

## Inne informacje

### Lokalizacja
W latach 1975–1998 miejscowość administracyjnie należała do województwa łomżyńskiego. Od 1999 roku Sikory Bartkowięta znajdują się w obrębie nowo powstałego województwa podlaskiego. Wieś położona jest w środkowej części województwa. Głównym szlakiem komunikacyjnym jest droga krajowa nr 8 (Warszawa – Białystok), biegnąca w odległości ok. 2 km na południe od Sikor.

### Geologia
Sikory leżą na granicy Wyniesienia Mazursko-Suwalskiego i Obniżenia Podlaskiego, powstałych w okresie fałdowań prekambryjskich. Rzeźba terenu została ukształtowana w okresie czwartorzędu, a dokładniej podczas zlodowacenia podlaskiego. Formy glacjalne w obecnej chwili nie są tak wyraziste jak to ma miejsce w innych regionach Polski, lecz możemy doszukać się pozostałości lodowca (płytkie rynny polodowcowe oraz niewielkie stożki sandrowe).

### Gleby
Na obszarze wsi dominują gleby bielicowe i płowe, wytworzone z piasków i glin zwałowych. Duży odsetek stanowią również gleby torfowe, powstałe w dolinie rzeki Śliny oraz w większych zagłębieniach terenu. Przeważają więc gleby słabych klas bonitacyjnych (VI, V oraz IVb).

### Klimat
Sikory znajdują się na granicy dwóch regionów klimatycznych; Mazurskiego oraz Mazowiecko-Podlaskiego. Występuje tu przewaga wpływów kontynentalnych, bezpośredni wpływ Bałtyku jest niewielki. Średnia temperatura powietrza w styczniu wynosi ok. –5 °C, w lipcu natomiast +18–18,5 °C.